# Bassia scoparia
Bassia scoparia es una especie de planta arbustiva perteneciente a la familia Amaranthaceae, nativa de Eurasia.

## Distribución y hábitat
El área de distribución nativa de esta especie se extiende desde el este de Europa Oriental hasta buena parte de Asia. Se han introducido ejemplares en varias regiones de Sudamérica y de Norteamérica, donde puede hallarse en pastizales, praderas y ecosistemas de desiertos arbustivos, y crece principalmente en el bioma templado.

## Biología
Se reproduce mediante semilla, que es dispersada por el viento, el agua, y especialmente cuando la planta entera es arrancada y llevada por el viento. La semilla puede resistir hasta un año en el suelo sin germinar.
Es una planta fijadora de C4 del tipo NADP-ME. La subfamilia Camphorosmoideae comprende varias especies de este tipo, y de fijación de C3.

## Usos y aplicaciones
La planta se utiliza como alimento humano, medicina tradicional, forraje y control de erosión.

### Usos gastronómicos

#### Tonburi

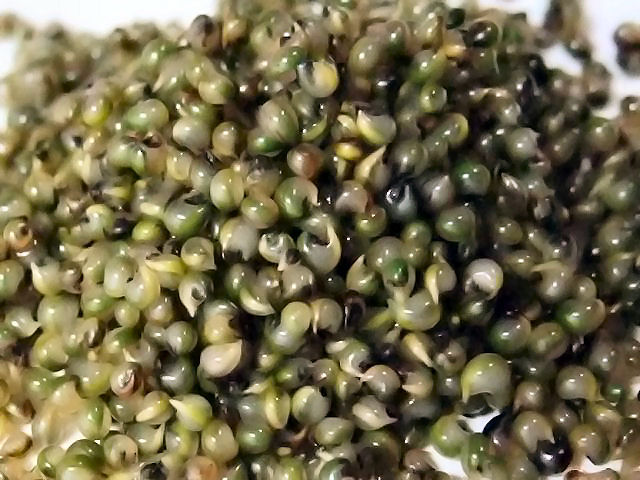
Semillas de tonburi para consumo humano

Las semillas de Bassia scoparia se utilizan para un aderezo llamado tonburi (とんぶり?) en japonés. Su textura es similar al caviar, por lo que suele llamársela caviar terrestre o caviar de montaña. Las semillas tienen de 1 a 2 mm de diámetro, de color verde obscuro brillante. 
El tonburi se utiliza también en la medicina tradicional china, que le atribuye propiedades para prevenir desórdenes metabólicos como hiperlipidosis, hipertensión, obesidad y ateroesclerosis. En un estudio de ratones consumiendo una dieta rica en grasas, un extracto de tonburi limitó el desarrollo de obesidad.

#### Forraje
La planta tiene además bastante utilidad como forraje para el ganado, con la ventaja de medrar en suelos secos.

### Otras aplicaciones
Esta especie tiene también aplicaciones ornamentales y como control de erosión de suelos.

## Taxonomía
La especie fue descrita inicialmente como Chenopodium scoparium por Carlos Linneo y publicada en Species Plantarum 1: 221, en 1753, hoy en día es tanto un sinónimo como el basónimo de esta. Posteriormente, sería transferida al género Kochia por Heinrich Adolph Schrader en Neues Journal für die Botanik 3: 85, en 1809, nombre científico que también es un sinónimo de esta actualmente; y ulteriormente, sería transferida al género Bassia por Andrew John Scott en Feddes Repertorium 81(2–3): 108, en 1978.

#### Etimología
Véase: Bassia
scoparia: epíteto latino que significa "como escoba".

## Nombre común
- albahaca larga, ceñiglo de jardín, mirabel, pinito de Cádiz.[11]

En Argentina:
- morenita,[12] alfalfa criolla,[12] alfalfa de los pobres,[12] yuyo volador.[12]